# マキシミリアーノ・ウルティ
マクシミリアーノ・"マクシ"・ニコラス・ウルティ・メサ（Maximiliano "Maxi" Nicolás Urruti Messa, 1991年2月22日 - ）は、アルゼンチン・ロサリオ出身のサッカー選手。オースティンFC所属。ポジションはFW（センターフォワード）。

## クラブ経歴
地元クラブであるニューウェルズ・オールドボーイズのアカデミー出身。2011年5月14日、トルネオ・クラウスーラ開幕戦のラシン・クルブ戦でプロデビューを果たした。2011年10月29日のクラブ・オリンポ戦でプロ初ゴールを決めた。
2013年8月16日、MLSのトロントFCに移籍。
2013年9月9日、ブライト・ダイクとのトレードでポートランド・ティンバーズに移籍。
2015年12月、MLSリ・エントリードラフトでFCダラスに指名された。
2018年12月、2019年のMLSスーパードラフト1巡目指名権＋分配金7万5000ドルとのトレードでモントリオール・インパクトに移籍。2シーズンで46試合出場9得点を記録した。
2021年1月18日、アリャジュ・ストゥルナとのトレードでヒューストン・ダイナモへ2年契約で加入した。
2021年12月28日、オースティンFCに移籍した。

## 人物
アメリカのグリーンカードを所有しているため、MLSでは国内選手扱いとなっている。

## タイトル
ニューウェルズ
- プリメーラ・ディビシオン : 2013

ポートランド・ティンバーズ
- MLSカップ : 2015[8]
- ウェスタン・カンファレンス（プレーオフ）: 2015[9]
- ウェスタン・カンファレンス（レギュラーシーズン）: 2013

FCダラス
- USオープンカップ : 2016
- サポーターズ・シールド : 2016

モントリオール・インパクト
- カナディアン・チャンピオンシップ : 2019[10]